# Izon (langue)
Pour les articles homonymes, voir Izon.
L’izon (Ịzọn en izon) est une langue nigéro-congolaise parlée par les Ijaw dans le Sud du Nigéria. C’est la principale langue du groupe ijo de la branche ijoïde des langues nigéro-congolaises.